# Akureyri
Akureyri este un oraș aflat în nordul Islandei, cu o populație de 17,754 locuitori (2011). El este un oraș portuar, situat pe malul râului Glerá, care se varsă în fiordul Eyjafjörður, fiind al patrulea oraș ca mărime din țară, după Reykjavík, Kópavogur și Hafnarfjörður. Akureyri este amplasat la 50 km sud de cercul polar, oferind  turiștilor o bază de plecare spre nord, spre insula Grímsey sau cascadele Aldeyjarfoss, Goðafoss și lacul Mývatn. 

## Istoric
Localitatea a fost întemeiată în anul 1602, de danezi ca stație de poștalioane și va deveni oraș în anul 1786. Dezvoltarea orașului va începe însă abia prin secolul XIX după ridicarea restricțiilor comerciale impuse de Norvegia. Un factor important care a influențat de asemenea dezvoltarea orașului a fost turismul și industria de înaltă tehnologie.

## Evoluția populației
Populația orașului Akureyri în anii 2001 - 2013:

## Orașe înfrățite
- Ålesund, Norvegia
- Lahti, Finlanda
- Murmansk, Rusia
- Randers, Danemarca
- Västerås, Suedia